# Kruszwica
Kruszwica este un oraș în Polonia.